# Ukrajinská národní armáda
Ukrajinská národní armáda (zkratka UNA, ukrajinsky Українська національна армія, německy Ukrainische Nationalarmee) je oficiální název ozbrojených sil Ukrajinského národního výboru. Její utváření začalo v březnu 1945 pod patronací Německa. UNA měla symbolizovat odpor ukrajinského národa proti SSSR na osvobozených územích a měla podpořit válečné úsilí. Na rozdíl od Ukrajinské osvobozenecké armády byla UNA vytvořena jako národní armáda s vlastní velitelskou a bojovou strukturou mimo wehrmacht. Její formování ukončila kapitulace Německa v květnu 1945.

## Vznik
Na konci roku 1944 a počátkem roku 1945 po mnohých porážkách wehrmachtu byla vláda nacistického Německa donucena hledat cestu většího zapojení příslušníků sovětských východních národů do bojů se SSSR. Prvním výsledkem takové snahy byl vznik KONR, ale jemu se ukrajinské jednotky odmítly podřídit. Proto byl 12. ledna 1945 ve Výmaru ustaven Ukrajinský národní výbor a bylo oficiálně vyhlášeno formování nové Ukrajinské národní armády mimo rámec wehrmachtu. 12. března 1945 říšský ministr východních okupovaných zemí A. Rosenberg potvrdil rozhodnutí vlády nacistického Německa považovat Ukrajinský národní výbor za oficiální představitele Ukrajiny a jako jediného zástupce ukrajinského lidu. Tato armáda měla zahrnovat jednotky wehrmachtu nebo zbraní SS již dříve vytvořené z Ukrajinců a působící samostatně mimo rámec pravomocí Komitétu.  
UNA byla složena ze dvou divizí, jejichž utváření začalo již na konci roku 1944.  Z divize SS Galizien, která utrpěla těžké ztráty, byla po doplnění zformována 1. ukrajinská národní divize. Vojáci přísahali věrnost Ukrajině, nosili na stejnokrojích ukrajinské odznaky a divizní písní byla ukrajinská hymna. Generál Pavlo Šandruk začal organizovat 2. ukrajinskou divizi.
17. března 1945 (15. března 1945) předsednictvo Ukrajinského národního výboru prostřednictvím prezidenta Ukrajinské lidové republiky v exilu Andreje Nikolajeviče Livitského jmenovalo velitelem UNA Pavlo Šandruka. 
Do řad UNA byly včleněny následující menší útvary:
- oddíly ukrajinských svobodných kozáků, velitel plukovník P. Těreščenko (700 osob),
- 281. záložní brigáda umístěná v Dánsku (5 000 osob),
- zvláštní skupina B, velitel Taras Dmitrijevič Borovec (50 osob),
- dva pěší pluky bezpečnostní služby, které sloužily v Belgii a Holandsku (2 000 osob),
- tři prapory polního četnictva,
- jednotky protiletadlového dělostřelectva.

## Konec války
28. března 1945 Pavlo Šandruk složil přísahu věrnosti ukrajinskému lidu s 1 900 vojáky protitankové brigády Svobodná Ukrajina, která se stala jádrem 2. ukrajinské divize pod velením Pjotra Djačenka.
V dubnu 1945 dorazil Šandruk na frontu do Rakouska, kde složili přísahu vojáci 14. granátnické divize SS (1. ukrajinské). Tito byli 25. dubna 1945 formálně začleněni do UNA jako 1. divize v počtu asi 16 000 lidí. Divize pokračovala v bojích se slovinskými partyzány až do konce války poblíž města Štýrský Hradec.
Do řad UNA byli od 15. dubna 1945 postupně včleňováni bývalí příslušníci Ukrajinské osvobozenecké armády, u které se jednalo asi o 75 000 osob. Celkově se však pod velením OKH nacházelo asi 220 000 vojáků ukrajinské národnosti. Kompletní začlenění všech vojáků do UNA ukončil konec války v květnu 1945.
UNA nikdy nepřekonala fázi formování a počáteční organizace, a proto se na bojištích druhé světové války již neuplatnila. 

## Přehled významných ukrajinských útvarů ve druhé světové válce
| Znak | Útvar                                     | Popis |
| ---- | ----------------------------------------- | --- |
|      | Ukrajinská osvobozenecká armáda           | Zastřešující pojem pro ukrajinské dobrovolnické jednotky ve wehrmachtu. Zbytky ukrajinských dobrovolnických útvarů byly do UNA začleněny v dubnu 1945.                                                                                                 |
|      | Ukrajinská povstalecká armáda             | UPA podléhala velení OUN a jednalo se o její ozbrojenou jednotku. Její příslušníci se podíleli na masakrech civilistů, z nichž nejznámější je Volyňský masakr. Jednotka operovala na území Ukrajiny ať už okupované nebo osvobozené.                   |
|      | Prapor Nachtigall                         | Jednotky zvláštního určení pod vedením abwehru složené z Ukrajinců. V listopadu 1942 z jejich příslušníků vznikl 201. prapor Schutzmannschaftu. V roce 1943 jejich příslušníci vstoupili do řad UPA nebo do 14. granátnické divize SS (1. ukrajinské). |
|      | Prapor Roland                             | Jednotky zvláštního určení pod vedením abwehru složené z Ukrajinců. V listopadu 1942 z jejich příslušníků vznikl 201. prapor Schutzmannschaftu. V roce 1943 jejich příslušníci vstoupili do řad UPA nebo do 14. granátnické divize SS (1. ukrajinské). |
|      | 14. granátnická divize SS (1. ukrajinská) | Haličská divize SS vytvořená v roce 1943, která má na svědomí množství válečných zločinů. Její vojáci se stali jádrem UNA. |